# Impel Volleyball 2013-2014
Questa voce raccoglie le informazioni riguardanti l'Impel Volleyball nelle competizioni ufficiali della stagione 2013-2014.

## Organigramma societario
Area direttiva
- Presidente: Jacek Grabowski

Area tecnica
- Allenatore: Tore Aleksandersen

## Rosa
| N° | Nome                  | Ruolo | Data di nascita   | Nazionalità sportiva |
| -- | --------------------- | ----- | ----------------- | -------------------- |
| 2  | Katarzyna Mroczkowska | S     | 30 dicembre 1980  | Polonia              |
| 3  | Monika Martałek       | C     | 14 maggio 1980    | Polonia              |
| 4  | Katarzyna Wellna      | S/O   | 22 marzo 1985     | Polonia              |
| 5  | Agnieszka Kąkolewska  | C     | 17 ottobre 1994   | Polonia              |
| 6  | Frauke Dirickx        | P     | 3 gennaio 1980    | Belgio               |
| 7  | Makare Desilets       | C     | 26 giugno 1976    | Stati Uniti          |
| 10 | Bogumiła Barańska     | S     | 1º dicembre 1986  | Polonia              |
| 11 | Dorota Medyńska       | L     | 23 aprile 1993    | Polonia              |
| 12 | Kristen Dozier        | C     | 1º luglio 1988    | Stati Uniti          |
| 13 | Magdalena Gryka       | P     | 28 marzo 1994     | Germania             |
| 14 | Ewelina Sieczka       | S     | 26 gennaio 1988   | Polonia              |
| 15 | Maren Brinker         | S     | 10 luglio 1986    | Germania             |
| 16 | Patrycja Polak        | S     | 23 febbraio 1991  | Polonia              |
| 17 | Joanna Kaczor         | S/O   | 16 settembre 1984 | Polonia              |